# Merochlorops sulcithorax
Merochlorops sulcithorax är en tvåvingeart som först beskrevs av Oswald Duda 1934.  Merochlorops sulcithorax ingår i släktet Merochlorops och familjen fritflugor. Inga underarter finns listade i Catalogue of Life.